# Liste der Mitglieder der American Academy of Arts and Sciences/1928
Im Jahr 1928 wählte die American Academy of Arts and Sciences 51 Personen zu ihren Mitgliedern.

## Neu gewählte Mitglieder
- Adelbert Ames, Jr. (1880–1955)
- Francis Arthur Bather (1863–1934)
- James Phinney Baxter (1893–1975)
- Charles Francis Dorr Belden (1870–1931)
- Henri Louis Bergson (1859–1941)
- Edgar Sheffield Brightman (1884–1953)
- John Wymond Miller Bunker (1886–1969)
- Frederick Pickering Cabot (1868–1932)
- Arthur Harrison Cole (1889–1974)
- Arthur Holly Compton (1892–1962)
- Benedetto Croce (1866–1952)
- Walter Fenno Dearborn (1878–1955)
- Louis Antoine Marie Joseph Dollo (1857–1931)
- William Yandell Elliott (1896–1979)
- Richard Thornton Fisher (1876–1934)
- Louis John Gillespie (1886–1941)
- Viscount Haldane of Cloan Haldane (1856–1928)
- Clarence Henry Haring (1885–1960)
- Roy Graham Hoskins (1880–1964)
- Edmund Gustav Albrecht Husserl (1859–1938)
- Willis Linn Jepson (1867–1946)
- Albert Cornelius Knudson (1873–1953)
- Wolfgang Köhler (1887–1967)
- Warfield Theobald Longcope (1877–1953)
- Mikinosuke Miyajima (1872–1944)
- Thomas Hunt Morgan (1866–1945)
- William Lorenzo Moss (1876–1957)
- John Howard Mueller (1891–1954)
- William Albert Nitze (1876–1957)
- Johnson O’Connor (1891–1973)
- Carl Hansen Ostenfeld (1873–1931)
- Curtis Hidden Page (1870–1946)
- Friedrich Paschen (1865–1947)
- Langdon Pearse (1877–1956)
- Karl Pearson (1857–1936)
- Ralph Barton Perry (1876–1957)
- Warren Milton Persons (1878–1937)
- Arthur Stanwood Pier (1874–1966)
- Arthur Cecil Pigou (1877–1959)
- Charles Tate Regan (1878–1943)
- Alfred Barton Rendle (1865–1938)
- George Scatchard (1892–1973)
- Arthur M. Schlesinger, Sr. (1888–1965)
- Søren Peter Lauritz Sørensen (1868–1939)
- John Frank Stevens (1853–1943)
- Jacob David Tamarkin (1888–1945)
- Karl Terzaghi (1883–1963)
- D’Arcy Wentworth Thompson (1860–1948)
- Manuel Sandoval Vallarta (1899–1977)
- Henry Bradford Washburn (1869–1962)
- Joshua Whatmough (1897–1964)